# Mancius
Mancius (francès Mancioux) és un municipi del departament francès de l'Alta Garona, a la regió d'Occitània.